# Geoffrey le Rat
Geoffrey le Rat fou el 13è Mestre de l'Hospital. Va ser elegit el 1206 i va restar en el magisteri només un any, fins al 1207. Com que l'orde havia crescut molt territorialment i s'havia fet present a molts països, fou durant el seu mandat que va organitzar l'orde en llengües, que al seu torn es dividien en priorats o castellanies i aquests en comandes.